# 花園夜市

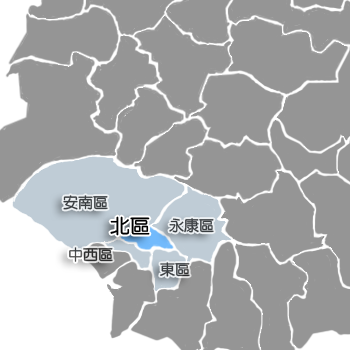
所在地

花園夜市，為臺灣臺南市北區的流動型夜市，每週四、六、日營業。
花園夜市歷史雖不如其他臺灣夜市擁有悠久歷史，但在短時間內卻發展成今日近400個攤位的巨大規模夜市，
成為台南與台灣最知名的夜市之一，並曾於2013年榮登Facebook全球熱門打卡地點第12名。

## 概述

### 簡介

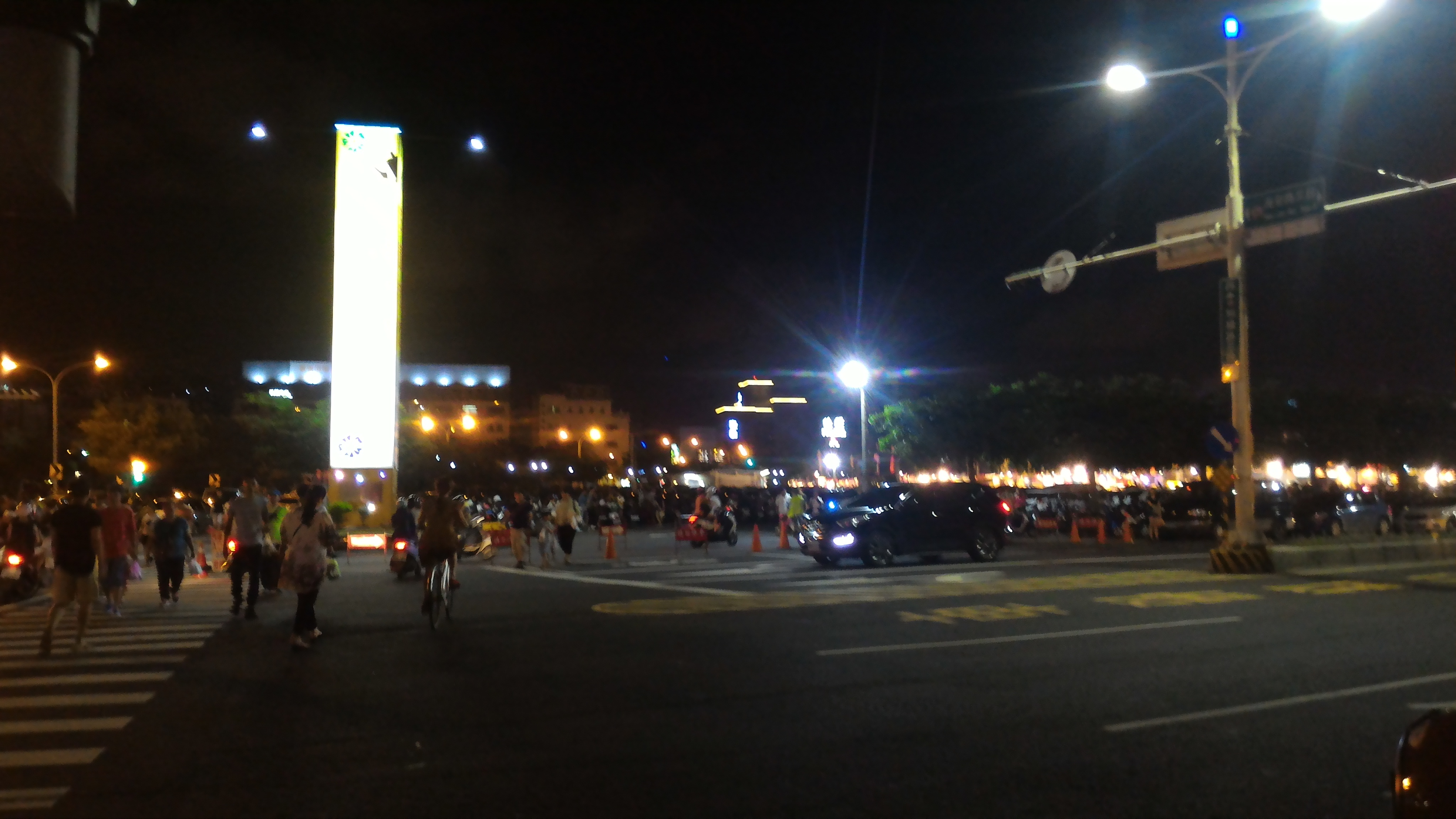
夜景1

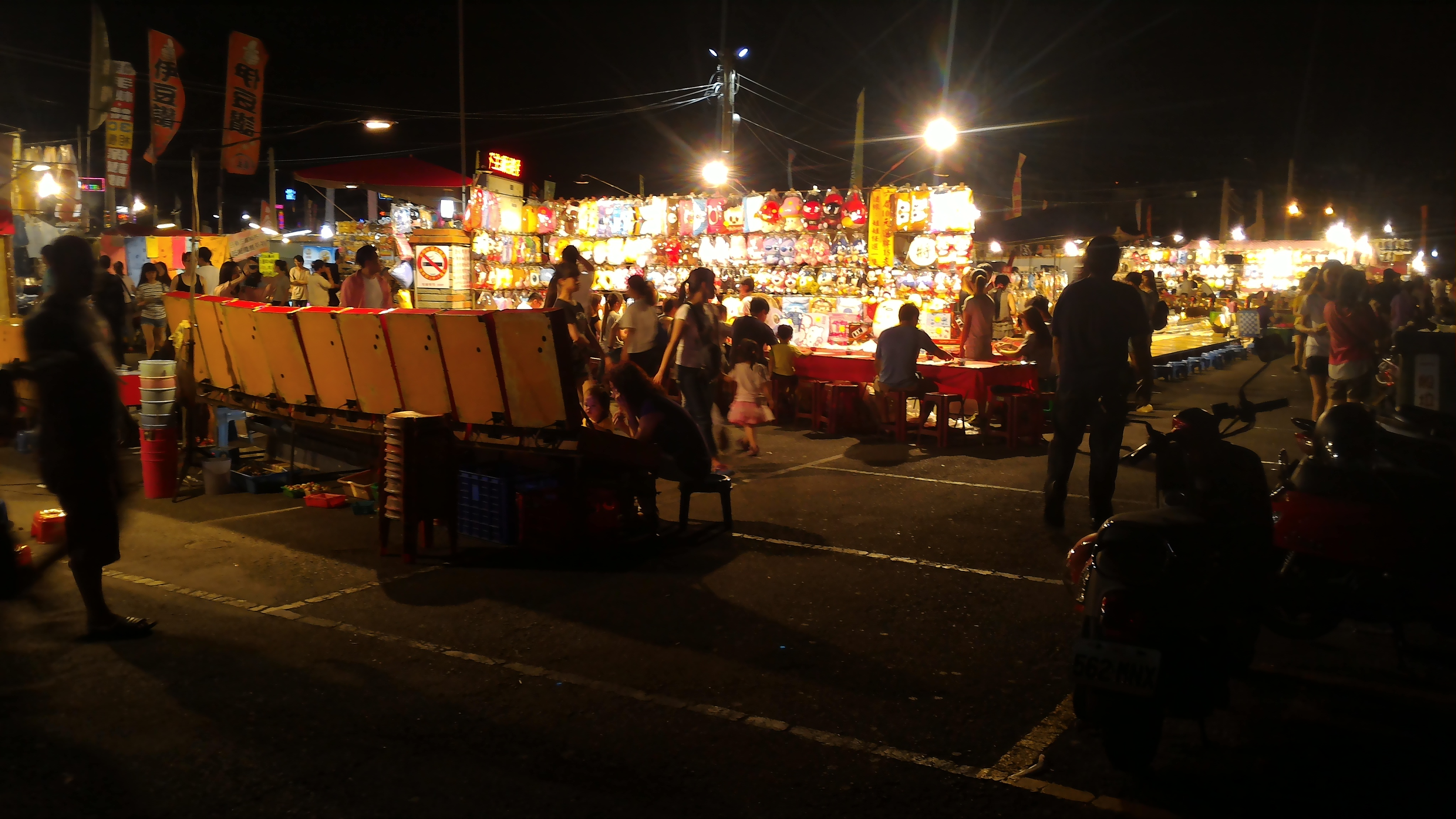
夜景2

花園夜市為流動夜市，一週內僅四、六、日營業，平日則作為停車場使用。除夜市用地外，另規劃2000餘坪的停車場，供機車、汽車停靠，並雇請保全於營業時間管理停車場交通，是吸引人潮的一大特點。
攤位方面佔有3,000坪，約近400家攤位，目前規模為臺南市之冠。共劃分美食小吃、流行服飾、精品百貨、休閒娛樂等四大區域。而攤位為了更吸引目光，多會在攤販上方豎起高高的商家廣告旗幟，方便遊客在外面便能看到旗子吸引注意，旗海飄揚亦構成一大特色。另由於夜市為露天營業，逢雨天時便會自動休市。
花園夜市的成功，使得臺南以外的地方出現追隨者。例如新北市新莊區與樹林區，分別出現了經營方式類似，甚至名稱雷同的輔大花園觀光夜市、大安花園觀光夜市、興仁花園夜市。

### 口訣
臺南市最著名的幾個夜市為花園夜市、大東夜市、武聖夜市，各夜市營業時間不同，故民間有「大大武花大武花」或「大尖武花尖武花」等口訣，方便記憶各夜市營業日。口訣中之「花」即花園夜市。

## 沿革
1983年9月，臺南市中心的民族路夜市遭臺南市政府以環境因素為由禁止設攤營業，促成臺南市郊區流動型夜市的發展。花園夜市也是在這波風潮下出現。
臺南市郊區流動夜市最早有1984年開市的武聖夜市及1986年的小北成功夜市，特色是在市郊覓地，以每週2至3日的方式舉辦定期市集。由於郊區大型夜市是相當成功的商業模式，其經營理念與開市地點成為許多追隨者開設夜市的指標之一。尤其是當時上述地點座落的北區鄭子寮地區是由魚塭填平的新生地，在當時仍有許多大型空地，有利於發展夜市。

### 首代
花園夜市始於1999年，最初坐落於北區育德路與文成二街旁空地，招牌上的全名為鄭子寮花園夜市，係業主向地主（王進福、王進成兄弟）承租鄭子寮重劃區內土地，於每週四、六、日經營夜市，並發展頗具規模，與鄰近之小北成功夜市（西門路四段與和緯路口，每週二、五）相映。在當地原有的東帝士百貨停業後，承接原有商圈之人潮。

### 第二代
2003年因租約到期，花園夜市一度歇業。此段時間王姓地主對於經營夜市產生興趣，於附近自家土地(萬客隆西門店舊址)開辦「大統一夜市」，時間仍為四、六、日不變，既有攤販亦響應之。唯2005年原業主重出江湖，承租海安路與和緯路口「公19公園」預定地，以花園夜市之名重新開幕。挾著面積充足以及提供免費停車位，不但造成大統一夜市攤販集體回流新花園夜市，更在短時間內迅速發展為臺南市最大的夜市，與時間大致錯開的大東夜市（每週一、二、五）、武聖夜市（每週三、六）並稱臺南三大夜市，多數攤販會以週為單位，固定在這幾個夜市中流動，為一大特色。
自2007年底起，花園夜市屢次在主流媒體曝光後後始具有全國知名度，在多次網路票選中擊敗歷史悠久的臺北士林夜市、臺中逢甲夜市、高雄六合夜市等，享有相當之名聲。2010年，交通部觀光局舉辦「2010年特色夜市選拔」，花園夜市在網友票選的「特色夜市票選」六個評定項目中，票選結果各項目皆為第四名。
2013年開始花園夜市的發展到達巔峰，花園夜市不僅在台打卡熱度居冠，同時也成為全球熱門打卡地點的第12名，天下第一夜市的美譽至此更加穩固；此盛況在2015年登革熱疫情爆發後一度降溫，但人潮還是快速的回流，擁擠程度甚至讓台南本地人稱為人肉輸送帶，為臺南最重要的夜晚觀光景點之一。

## 交通資訊
- 位於和緯路與海安路交叉路口。
- 大台南公車：
  - 下車後，步行約2分鐘即可到達。

| 編號 | 路線                                   | 停靠站                                |
| ---- | -------------------------------------- | ------------------------------------- |
| 0左  | 台南火車站（北站）－台南火車站（北站） | 花園夜市（和緯路） 花園夜市（海安路） |
| 0右  | 台南火車站（南站）－台南火車站（南站） | 花園夜市（海安路） 花園夜市（和緯路） |
| 11   | 大成路口－城西里                       | 花園夜市（和緯路）                    |

- 公共自行車YouBike2.0：
  - 花園夜市：37柱（海安路三段/和緯路三段口(西南側)）

## 外部連結
- 台南花園夜市的Facebook專頁
- 台南花園夜市的Instagram帳戶
- （繁體中文）花園夜市商圈參考網站 （页面存档备份，存于）
- （繁體中文）大台灣旅遊資訊網-台南旅遊花園夜市介紹 （页面存档备份，存于）
- （日語）「臺南」慢慢走 （页面存档备份，存于）
- （繁體中文）花園夜市線上逛街Q版夜市地圖 （页面存档备份，存于）
- 花園夜市 - 台南旅遊網 （页面存档备份，存于）

23°00′38″N 120°11′59″E / 23.010668°N 120.199668°E